# Рам Нараян
Рам Нараян (Ram Narayan; на хинди: राम नारायण; Rām Nārāyaṇ; * 25 декември 1927 г. в Удайпур в Британска Индия - 9 ноември 2024) е индийски музикант.
Свири на струнния инструмент саранги класическа северноиндийска музика от шестгодишната си възраст.

## Биография
- Neil Sorrell, Ram Narayan: Indian Music in Performance: a practical introduction. Manchester University Press 1980, ISBN 0-7190-0756-9
- Ram Narayan: एक सुर मेरा एक सारंगी का. Neu Delhi: Kitabghar Prakashan 2009, ISBN 81-907221-2-3 (Hindi)
- Neuman, Daniel M. (1990) [1980]. The Life of Music in North India. University of Chicago Press. ISBN 0-226-57516-0.